# ФК Войводина (Нови Сад)
Вижте пояснителната страница за други значения на Войводина.
„Войводина“ (на сръбски: Фудбалски клуб Војводина) е футболен клуб от град Нови Сад, Сърбия. Клубът е основан през 1914 г. от група сръбски студенти. Той е най-рано основаният футболен клуб в Кралство Сърбия.

## История
През 1915 г. отборът се обединява с другия градски клуб „Раднички“. Обединените сили на двата отбора са под наименованието „Слога“, с което е популярен отборът до 1951 г., когато е върнато рожденото име на тима – „Войводина“ (по името на едноименната сръбска област Войводина, чийто административен център е Нови Сад).
През 1962 г. за първи път „Войводина“ участва в европейските клубни турнири. За първи път през 1966 г. става шампион на тогавашната Югославия. Футболистите от „Войводина“ се поздравяват още веднъж с шампионската титла през 1988 г. Три пъти отборът регистрира вицешампионско класиране през – 1957, 1962, 1975 г. През 2007 г. „Войводина“ печели престижния трофей Купата на Сърбия.
Един от най-значимите си успехи на европейската сцена тимът записва през 1967 г., когато играе четвъртфинал за Купата на европейските шампиони, загубен от шотландския „Селтик“ с 1:2. През 1998 г. „Войводина“ играе финал за турнира на УЕФА „Интертото“, който губи от френския „Бастия“.
Стадионът, на който играе отборът, се нарича „Караджордже“. Той има капацитет от 21 000 седящи места и се използва от сръбските младежки национали до 21 г., които играят домакинските си мачове в Нови Сад. На този стадион изиграва своя бенефисен мач големият сръбски футболист Синиша Михайлович.
През 2006 г. в близост до стадион „Караджордже“ е изграден голям и модерен спортен комплекс, нарачен на една от звездите на „Войводина“ Вуядин Бошков. През „Войводина“ са преминали редица известни сръбски футболисти като: Милош Красич, Йован Танасиевич, Синиша Михайлович.

## Успехи
Югославия
- Първа лига на Югославия:
  -  Шампион (2): 1965/66, 1988/89
  -  Второ място (3): 1956/57, 1961/62, 1974/75
  -  Трето място (2): 1958/59, 1991/92

- Втора лига на Югославия:
  -  Шампион (1): 1986/87

- Купа на Югославия
  -  Носител (1): 1951

Сърбия
- Сръбска суперлига
  -  Второ място (1): 2008/09
  -  Трето място (11): 1992/93, 1993/94, 1994/95, 1995/96, 1996/97, 2006/07, 2007/08, 2010/11, 2011/12, 2012/13, 2016/17

- Купа на Сърбия:
  -  Носител (2): 2013/14, 2019/20
  -  Финалист (7): 1996/97, 2006/07, 2009/10, 2010/11, 2012/13, 2023/24, 2024/25

### Международни
- Купа Митропа:
  -  Победител (1): 1977
  -  Финалист (1): 1957

- Интертото:
  -  Победител (1): 1976

- Шампионска лига:
  - 1/4 финалист (1): 1966/67

- Купа на панаирните градове
  - 1/4 финалист (1): 1961/62, 1967/68

- Купа Рапан
  -  Носител (1): 1976

- Турнир Нерео Роко
  -  Носител (1): 1986

### Регионални
- Купа Маршал Тито
  -  Финалист (1): 1951

## Известни футболисти
- Синиша Михайлович
- Милош Красич
- Йован Танасиевич
- Предраг Сикимич
- Миодраг Пантелич
- Драган Мрджа
- Милан Йованович
- Душан Тадич
- Даниел Алексич